# Ludwig von Höhnel
Ludwig Viktor von Höhnel (německy Ludwig Victor Ritter von Höhnel) (6. srpna 1857 Prešpurk – 23. března 1942 Vídeň) byl rakousko-uherský admirál, cestovatel a spisovatel. Jako absolvent námořní akademie sloužil u c. k. námořnictva od roku 1876. V letech 1886–1888 a 1892–1893 podnikl dvě významné expedice do vnitrozemí východní Afriky, své poznatky později publikoval v několika knihách a dosáhl uznání i v zahraničí. Během další kariéry u námořnictva byl později velitelem několika bitevních lodí a nakonec velitelem arzenálu v Pule (1908–1909). V roce 1909 odešel do penze a v roce 1910 byl povýšen na kontradmirála.

## Životopis
Byl synem dvorního rady Gottfrieda Höhnela, zemského finančního ředitele v Terstu. Studoval na gymnáziu v Terstu a Tereziánské akademii ve Vídni, další fázi vzdělání absolvoval v letech 1873–1876 na C. k. námořní akademii v Rijece. V roce 1876 vstoupil jako kadet k námořnictvu a na korvetě SMS Donau se plavil po Středomoří (1876–1878). V roce 1879 získal hodnost praporčíka a na císařské jachtě SMS Miramar doprovázel korunního prince Rudolfa do Španělska. Jako navigační důstojník poté vystřídal službu na různých lodích, působil také u jednotek námořní pěchoty v Pule. V letech 1882–1884 byl na staniční lodi SMS Andreas Hofer přidělen k vojenskému velitelství v Zadaru a poté byl navigačním důstojníkem na cvičné lodi SMS Novara (1884–1885). Na admirálské jachtě SMS Greif doprovázel znovu prince Rudolfa i s manželkou Štěpánkou na ostrov Lokrum (1886).

### Výpravy do Afriky

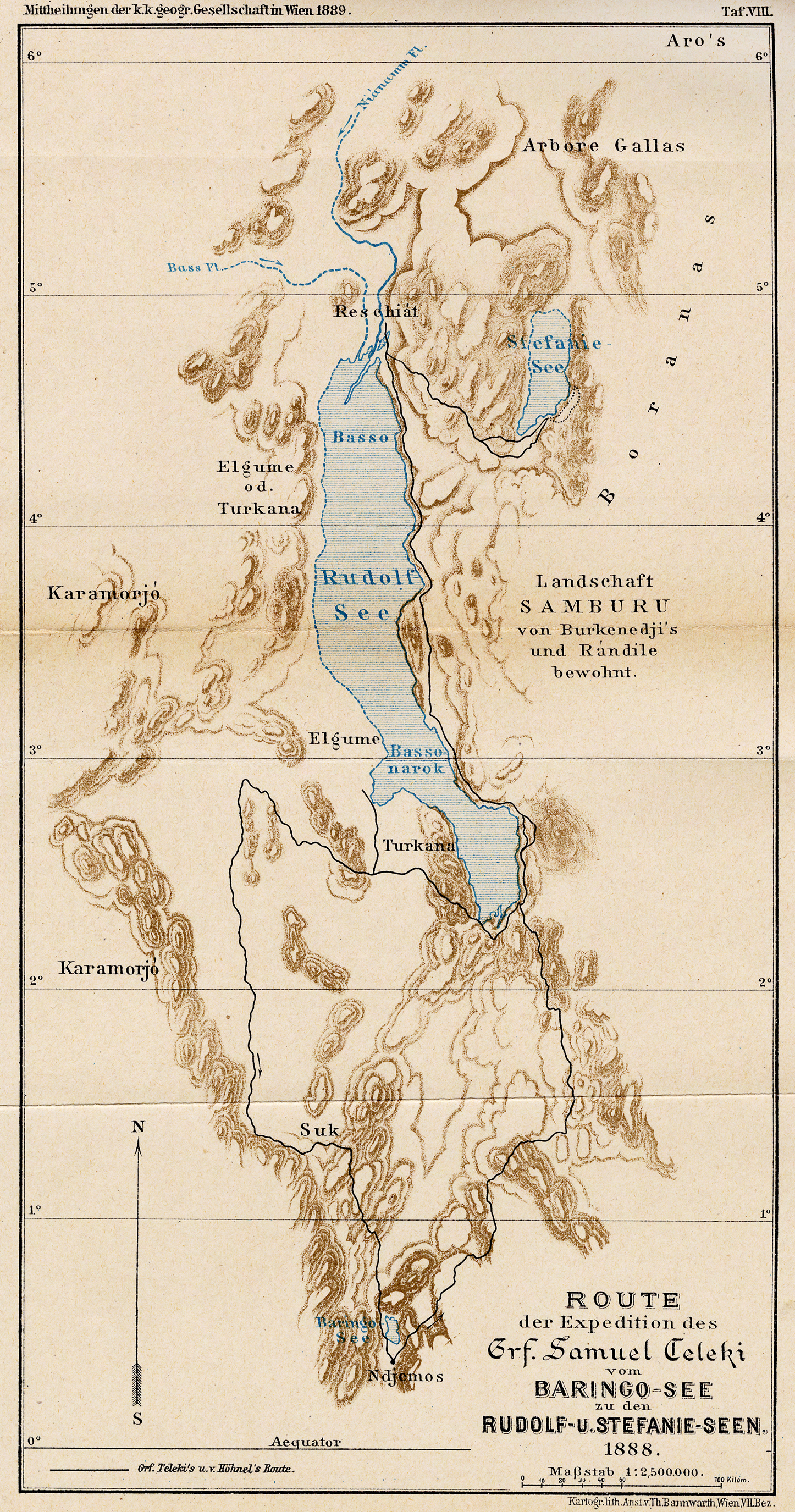
Mapa cesty expedice hraběte Samuela Telekiho a Ludwiga Höhnela 1887–1888

V letech 1886–1888 podnikl výzkumnou výpravu do vnitrozemí Afriky jako doprovod uherského šlechtice hraběte Samuela Telekiho (1845–1916). Iniciátorem expedice byl korunní princ Rudolf. Jejich cesta začala v lednu 1887 v Pangani na břehu Indického oceánu, z východu obešli horu Kilimandžáro a pokračovali na sever do oblasti dnešní Keni. Zatímco hrabě Teleki byl soukromá osoba a věnoval se spíše lovu, Höhnel byl úřady pověřen geografickým průzkumem a vedením cestovního deníku. Jako první Evropané objevili jezero Turkana, o jehož existenci se dosud vědělo jen z nepřesných zpráv obchodníků. Jezero bylo pojmenováno po korunním princi jako Rudolfovo (Rudolph-See), jméno Turkana dostalo až v roce 1975. Po Rudolfově manželce bylo pojmenováno další objevené jezero (Štěpánčino, dnes Chew Bahir). Expedice se často potýkala s nepřátelstvím domorodých kmenů (celkem 34 členů výpravy zahynulo) a dezorientací ve zcela neznámém terénu. Expedice skončila v říjnu 1888, kdy se nalodila v Mombase na zpáteční cestu do Evropy.
Po návratu do Evropy Höhnel znovu sloužil u námořnictva a postupoval v hodnostech (poručík II. třídy 1887, poručík I. třídy 1890). V letech 1892–1894 podnikl další výpravu do Afriky, na kterou byl přizván americkým magnátem Williamem Astorem Chanlerem. Cesta vedla opět do Keni a Höhnel kartograficky zpracoval okolí hory Mount Kenya, výprava měla ale znovu problémy s domorodými kmeny a také dezercí nosičů. Höhnel byl 24. srpna 1893 vážně zraněn nosorožcem a musel se vrátit do Evropy.

### Další služba u námořnictva

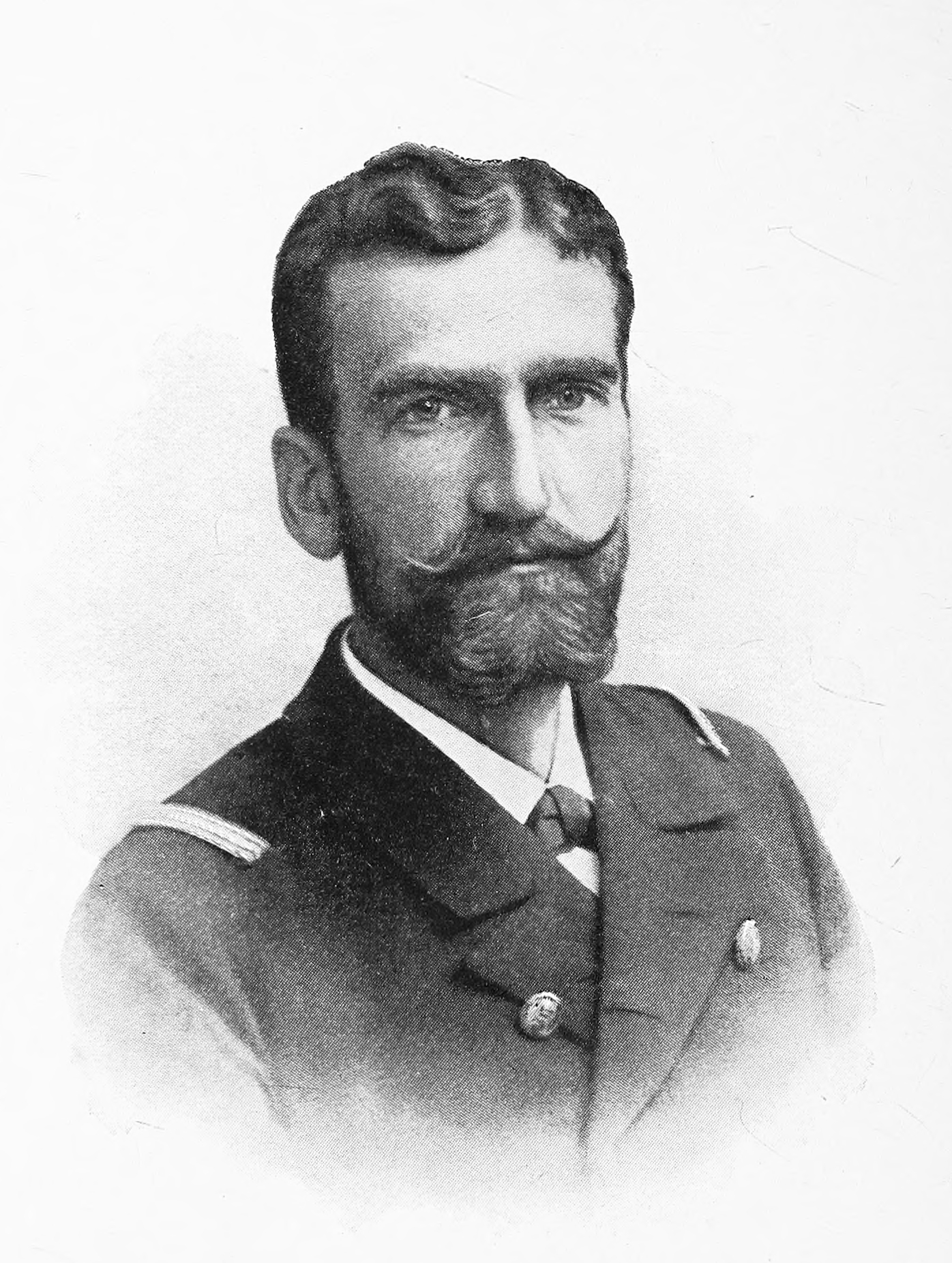
Ludwig von Höhnel (1892)

Po zotavení ze zranění byl znovu aktivním důstojníkem námořnictva, v letech 1894–1895 jako dělostřelecký důstojník na korvetě SMS Donau absolvoval cestu přes Atlantik a oblast Karibiku do New Yorku, kde se mimo jiné setkal s pozdějším prezidentem Theodorem Rooseveltem. Po návratu byl v letech 1895–1896 přidělen k Námořnímu technickému výboru, poté byl důstojníkem na fregatě SMS Laudon (1896–1897)). Znovu na palubě lodi SMS Donau podnikl v letech 1897–1898 další zaoceánskou cestu s kadety námořní akademie.
V hodnosti korvetního kapitána (1. května 1899) byl přidělen k námořní základně v Terstu se zařazením u technického odboru. V letech 1899–1903 zastával funkci pobočníka císaře Františka Josefa. V roce 1903 byl velitelem křižníků SMS Tiger a SMS Szigetvár a mezitím byl povýšen na fregatního kapitána (1. května 1903). V lednu 1905 byl jmenován velitelem křižníku SMS Panhter, s nímž absolvoval více než jednoroční cestu na Dálný východ, do Austrálie a na Nový Zéland. Po návratu byl znovu členem velení námořní základny v Terstu.

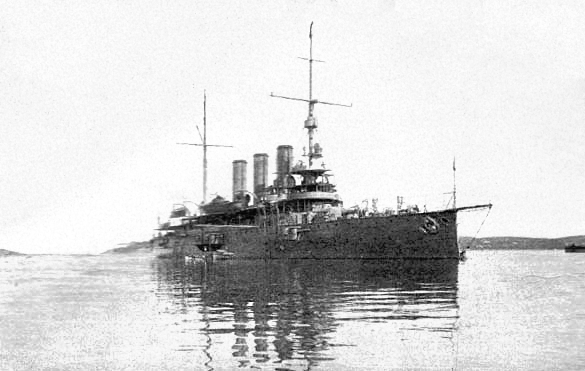
Bitevní loď SMS Sankt Georg, vlajková loď kapitána Höhnela v letech 1907–1908

V únoru 1907 byl na vlajkové lodi SMS Sankt Georg zařazen ke křižníkové flotile admirála Hermanna Pleskotta a následně k I. eskadře Luciana Zieglera. a k datu 1. května 1907 dosáhl hodnosti kapitána řadové lodi. V prosinci 1907 podnikl cestu do Řecka a v červnu 1908 byl přeložen k námořní základně v Pule. V letech 1908–1909 byl krátce velitele námořního arzenálu v Pule namísto dočasně nepřítomného admirála Lazara Schukiće. Ze zdravotních důvodů byl ke dni 1. srpna 1909 penzionován. Mimo aktivní službu byl povýšen do hodnosti kontradmirála (18. června 1910).
Po odchodu do výslužby žil trvale ve Vídni, kde zemřel 23. března 1942 ve věku 84 let, po kremaci byly jeho ostatky uloženy v čestném hrobě ve skupině 15E na Centrálním hřbitově.
Jeho starší bratr Franz Xaver von Höhnel (1852–1920) byl botanikem a profesorem na univerzitě ve Vídni.

## Dílo
Své poznatky z výprav publikoval v několika spisech a přispěl mimo jiné k bližšímu poznání Velké příkopové propadliny.
- Ost-äquatorial-Afrika zwischen Pangani und dem neuentdecken Rudolf-See; Gotha, 1890
- Zum Rudolf- und Stefaniasee; Vídeň, 1892
- Mein Leben zur See, auf Forschungsreisen na bei Hofe. Erinnerungen eines österreichischen Seeoffiziers (1857–1909); Berlín, 1926

## Tituly a ocenění
Byl uživatelem šlechtického titulu rytíře (Ritter von Höhnel), který získal jeho otec v roce 1867. Během služby u námořnictva získal několik ocenění v Rakousku-Uhersku i v zahraničí. Vzhledem ke svým objevitelským zásluhám v Africe byl také čestným členem řady vědeckých institucí ve Vídni (K.u.K. Geographisches Gesselschaft), Káhiře (Société Géographique Khédiviale), Římě (Scoieta Geografica Italia), Berlíně (Gesselschaft für Erdkunde) nebo Amsterdamu (Aardrijkkundigen Genotshap).

### Rakousko-Uhersko
- Vojenská záslužná medaile (1898)
- Jubilejní pamětní medaile (1898)
- Služební odznak pro důstojníky III. třídy (1901)
- Řád železné koruny III. třídy (1906)
- Vojenský jubilejní kříž (1908)
- rytířský kříž Leopoldova řádu (1909)

### Zahraničí
- důstojník Řádu akademických palem (1899, Francie)
- Řád pruské koruny II. třídy (1900, Německo)
- Řád Takova III. třídy (1900, Srbsko)
- Řád lva a slunce II. třídy (1901, Persie)
- komandér Řádu bílého sokola (1901, Sasko)
- komandér Řádu rumunské hvězdy (1902, Rumunsko)
- komandér Řádu Albrechtova (1902, Sasko)
- velkokříž Řádu etiopské hvězdy (1907, Habeš)
- Řád červené orlice II. třídy (1908, Německo)
- komandér Řádu Spasitele (1908, Řecko)

Je po něm pojmenována ulice Ludwig von Höhnel Gasse v 10. vídeňském obvodu Favoriten. Jeho jméno nese také Chameleon přilbový (chameleon Hoehnelův - Trioceros hoehnelii), vzácný druh chameleonů žijící pouze v horských oblastech Keni.